# Códice de Autos Viejos
El Códice de Autos Viejos es una recopilación manuscrita de teatro religioso de tradición medieval que data de la segunda mitad del siglo XVI.
Contiene noventa y seis piezas dramáticas en un acto, probables versiones de textos medievales más antiguos; una colección de autos y farsas tratando de forma alegórica temas, en su mayoría eucarísticos.
La más conocida es el Auto de las Cortes de la Muerte, de Micael de Carvajal, sobre el tema de la danza de la muerte; otras menos conocidas son la Farsa sacramental de las bodas de España, el Auto del sacrificio de Abraham, el Auto del Amor divino, el Auto del destierro de Agar, el Auto de la Conversión de San Pablo, el Auto de la huida a Egipto y la Farsa de la moneda.
Algunos autores sospechan que pudiera tratarse de una recopilación hecha por el empresario teatral, poeta, actor y dramaturgo español del Renacimiento, Alonso de Cisneros.